# Robert Andrich
Robert Andrich, född 22 september 1994 i Potsdam, är en tysk fotbollsspelare som spelar för Bayer Leverkusen, och Tysklands landslag.

## Karriär
Andrich inledde sin seniorkarriär i Hertha BSC år 2012. Han har även spelat i Dynamo Dresden, 1. FC Heidenheim och Union Berlin innan han 2021 värvades av Bayer Leverkusen. Han har representerat det tyska landslaget på olika juniornivåer. 2023 debuterade han i det tyska A-lagslaget. Han medverkade i EM i fotboll 2024.